# Ephemera lineata
Ephemera lineata is een haft uit de familie Ephemeridae. De wetenschappelijke naam van de soort is voor het eerst geldig gepubliceerd in 1870 door Eaton.
De soort komt voor in het Palearctisch gebied.